# MAQUIA
『MAQUIA』（マキア）は、集英社から発行されている美容雑誌である。毎月22日発売。

## 概要
2004年9月に集英社初の美容雑誌として創刊。
創刊号である2004年11月号は、女優の深津絵里が表紙に登場した。創刊20周年を迎えた2024年11月号は、同誌のモデルを務める鈴木えみ、小嶋陽菜、与田祐希が揃って表紙に登場した。

## モデル

### マキアミューズ
誌面に登場するモデルをマキアミューズと呼ぶ。モデルの名称は公式サイトを参照。
トップモデル
- 鈴木えみ
- 小嶋陽菜（2010年4月 - ）[4]
- 与田祐希（乃木坂46、2019年9月号 - ）

マキアインフルエンサー
- 千葉由佳

マキアビューティズ
- 福吉真璃奈
- 中西麻里衣
- 佐藤さき
- 木村真依
- 美馬怜子
- 滝元吏紗
- 松岡志歩
- 狩野明日香
- Yuki

### 過去
- 菊地あやか（元AKB48）[5]

## 表彰

### フェイス オブ ザ イヤー
- 2019年：田中みな実[6]
- 2020年：田中みな実、渡辺翔太[7]
- 2021年：指原莉乃[8]
- 2022年：田中みな実[9]
- 2023年：MEGUMI、小倉唯、君島ファミリー（君島誉幸、君島十和子、君島憂樹、君島幸季）[10]
- 2024年：大西流星、亀梨和也[11]